# Георгиевка (Тюкалинский район)
Георгиевка — деревня в Тюкалинском районе Омской области. Входит в состав Белоглазовского сельского поселения.

## История
Основана в 1897 г. В 1928 году состояла из 61 хозяйства, основное население — украинцы. Центр Георгиевского сельсовета Тюкалинского района Омского округа Сибирского края.

## Население
| 1926 | 2010 |
| ---- | ---- |
| 356  | ↘36  |